# Bahreman
Bahremān (farsi بهرمان) è una città dello shahrestān di Rafsanjan, circoscrizione di Nouq, nella provincia di Kerman. Aveva, nel 2006, una popolazione di 4.405 abitanti. 